# Ligusticum yunnanense
Ligusticum yunnanense là một loài thực vật có hoa trong họ Hoa tán. Loài này được F.T. Pu mô tả khoa học đầu tiên năm 1991.